# Stanislaus Peplinski

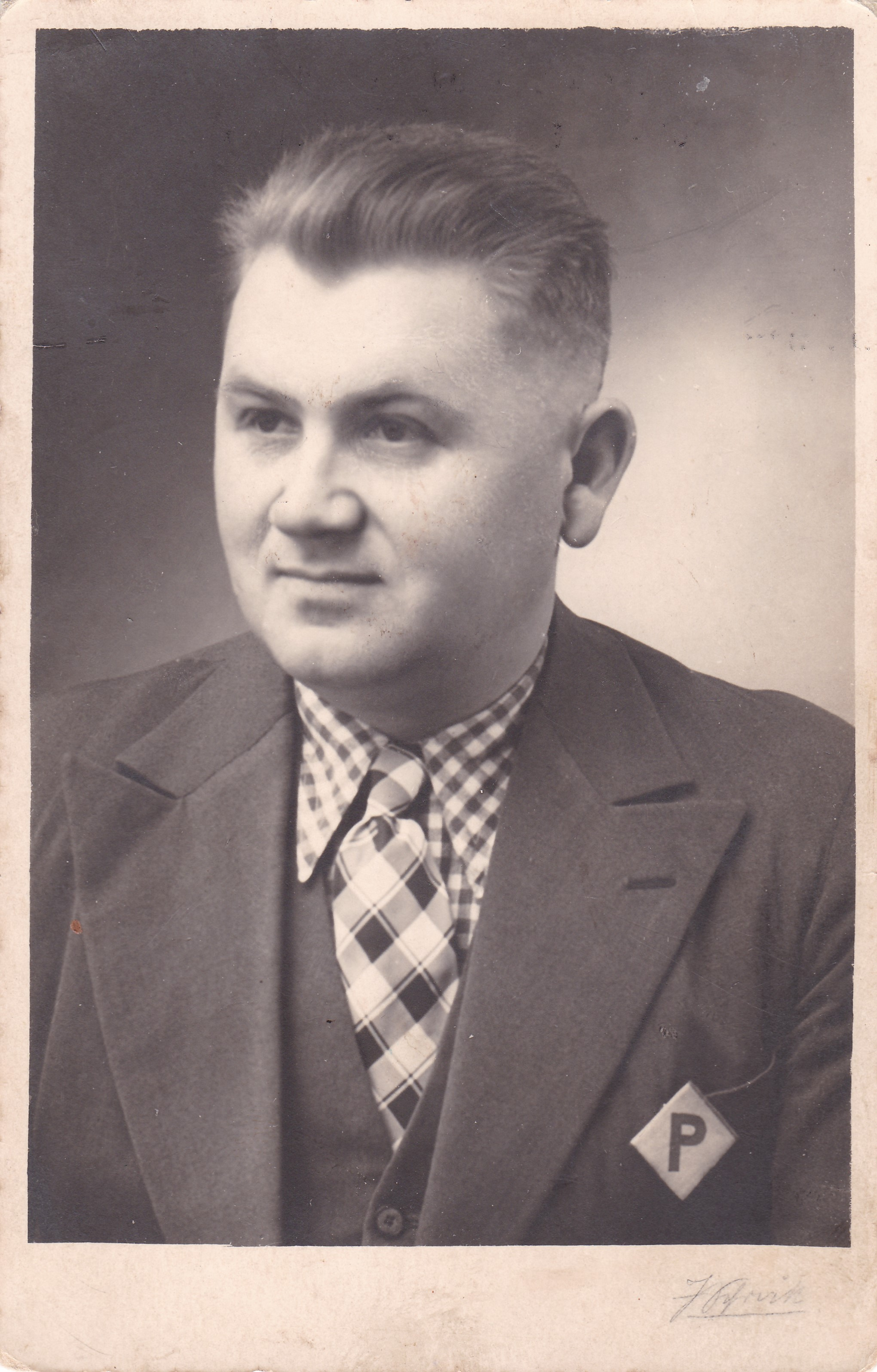
Stanislaus Peplinski

Stanislaus Peplinski (* 16. April 1909 in Wiescherhöfen bei Hamm; † 19. März 1945 in Brandenburg-Görden) war ein polnischer Zwangsarbeiter in Waldsee (Pfalz) und Widerstandskämpfer gegen den Nationalsozialismus. In der von Jakob Schultheis gegründeten Speyerer Kameradschaft war er als führendes Mitglied tätig.

## Leben
Stanislaus Peplinski verbrachte seine Jugend in Westfalen, wo sein Vater als Bergmann beschäftigt war. Später übersiedelte er mit seinen Eltern und Geschwistern nach Großpolen. Dort arbeitete er nach der Schulentlassung in der kleinen Bauernwirtschaft seiner Eltern in Torzeniec. Er diente zwei Jahre im polnischen Heer. Am 24. August 1939 wurde er zum polnischen Militärdienst in Krotoszyn (deutsch Krotoschin) einberufen und geriet am 18. September 1939 in Lwów (Lemberg) (angeblich ohne gegen die deutsche Wehrmacht gekämpft zu haben) in deutsche Kriegsgefangenschaft. Am 1. Februar 1941 wurde er aus der Gefangenschaft entlassen und war dann bis zu seiner Festnahme am 16. April 1944 auf einem Bauernhof in Waldsee bei Speyer als landwirtschaftlicher Arbeiter beschäftigt. Politisch aktiv ist er nach eigenen Angaben nie gewesen.

## Wirken in der Speyerer Kameradschaft
Ab Herbst 1942 wurde Peplinski mit dem ehemaligen Speyerer Sozialdemokraten und Kommunisten Jakob Schultheis und dessen Ehefrau Emma bekannt, als er dort Kartoffeln ablieferte. So wurde er, zusammen mit dem Ehepaar Schultheis, ein führendes Mitglied der Speyerer Kameradschaft. Er übersetzte die Nachrichten fremdsprachiger Radiosender und organisierte die Weitergabe von Informationen an polnische und sowjetische Kriegsgefangene und Zwangsarbeiter in der Region Speyer. Dabei agierte er unter dem Decknamen Michael. Durch seine Vermittlung stießen die in Waldsee eingesetzten Zwangsarbeiter Jan Wyrzykowski, Witold, Jan Bilicki und Kowalski, sowie die Ostarbeiterinnen Wera Saizewa, Paula Iknatenko, Marija Lwona und Tatjana Werenitsch zur Speyerer Kameradschaft. Mit seinem Freund Jan Wyrzykowski, der seit dem 18. Juli 1941 in Waldsee bei der Familie Elise Rohr (geb. Tremmel) beschäftigt war, hörte er nach eigenen Angaben im Jahre 1943 mehrmals zwischen 5 und 10 Minuten feindliche Sender ab. Laut Schlussbericht der Außendienststelle der Gestapo (Neustadt a. d. Weinstraße) vom 7. Juli 1944, sagte Peplinski in einem Verhör:

„Mein Kamerad, Jan Wyrzykowski, war bei der Familie Rohr in Waldsee beschäftigt und wohnhaft. Im Jahre 1943, Tage kann ich nicht angeben, besuchte ich nach Arbeitsschluss, gegen 20 Uhr, Wyrzykowski, in der Küche bei Frau Rohr. Frau Rohr sagte, wir wollen einmal hören, was die anderen über den Krieg sagen. Wyrzykowski suchte einen ausländischen Sender bis Nachrichten in deutscher oder polnischer Sprache zu hören waren (...) Wenn mir vorgehalten wird, dass ich gemeinsam mit Frau Rohr und Wyrzykowski öfters Feindnachrichten abgehört habe, sage ich, dass dies im Jahre 1944 und 1943 insgesamt höchstens 4 mal der Fall war.“

Bei Jakob Schultheis lernte Peplinski auch die Tochter des früheren Kommunistenführers Ernst Thälmann, Frau Vester, kennen. Peplinski gab ihr mehrmals eine Geldspende von 3 RM.
In Waldsee diente die Gastwirtschaft Zur Pfalz als Treffpunkt für die „Ostarbeiterinnen“ und Polen aus der Region, wo Informationen weitergegeben wurden. In Harthausen traf sich Peplinski mit dem Speyerer Widerstandskämpfer Heinrich Thiery zum Druck von Flugblättern auf der Hühnerfarm von Fritz Jost (* 1890). Dabei setzte die Gruppe vor allem auf die Aufklärung und Mobilisierung der Zwangsarbeiter. Auch in der Wohnung von Jost und Thiery wurden mehrmals feindliche Sender abgehört.

## Verhaftung und Tod
Durch einen Spitzel im Umfeld der Familie von Ernst Thälmann in Hamburg wurden die Aktivitäten der Speyerer Kameradschaft aufgedeckt. Am Mittag des 16. April 1944 wurde Peplinski im Rahmen von Razzien in Hamburg, Speyer und Singen verhaftet. Wegen „Vorbereitung eines hochverräterischen Unternehmens“ saß Peplinski dann in der Haftanstalt Frankenthal (Pfalz). Am 9. Februar 1945 begann in Potsdam der Prozess gegen ihn und weitere Mitglieder der Gruppe. In der Anklage heißt es:

„Bei Jakob Schultheis und Peplinski fiel besonders erschwerend ins Gewicht, dass sie auch Angehörige des dem deutschen Volke feindlich gegenüberstehenden polnischen Volkstums und der Ostgebiete der reichsfeindlichen Beeinflussung durch die Nachrichten der Feindsender ausgesetzt haben (...) Gegen diese beiden Angeklagten, die der kämpfenden Front und der zur Abwehr entschlossenen Heimat als fanatische Gegner des Nationalsozialismus und Reichsfeinde heimtückisch in den Rücken gefallen sind, konnte danach als allein angemessene Sühne ihrer Tat nur die Todesstrafe in Frage kommen.“

Peplinski wurde am 19. März 1945 gemäß § 32 StGB (Aberkennung der bürgerlichen Ehrenrechte), §§ 73, 80, 91 StGB (Hochverrat, Vorschub gegenüber dem Feind, Verletzung der Polenstrafrechtsverordnung und Schädigung des Reichswohls) im Zuchthaus Brandenburg durch das Fallbeil hingerichtet. Er hinterließ in Polen seine Frau und seine damals achtjährige kleine Tochter. Vier Tage nach seinem Tod wurde die Stadt Speyer von Einheiten der 12th Armored Division eingenommen.

## Sonstiges
Während seiner Zeit als Zwangsarbeiter in Waldsee musste Peplinski wie alle anderen polnischen Zwangsarbeiter den Buchstaben P (für Pole) als Kennzeichen an seiner Kleidung tragen. Diese Vorschrift nahm Peplinski aber sehr locker. Am 12. September 1943 wurde Peplinski auf der Ortsstraße in Waldsee während einer Kontrolle ohne die gesetzlich vorgeschriebene Kennzeichnung „P“ an seiner Kleidung aufgefunden. Peplinski wurde am Tag darauf von der Gendarmerie-Station in Waldsee über die Strafvorschriften aufgeklärt. Er wurde mit 5 RM gebührenpflichtig bestraft.